# Васимов, Анатолий Шьяпович
Анатолий Шьяпович Васимов (10 октября 1953, село Рясинка, Сергеевский район, Северо-Казахстанская область, КазССР — 13 января 2020) — советский, затем казахстанский кадровый военный деятель, генерал-майор авиации в запасе.

## Биография
Родился 10 октября 1953 года в селе Рясинка Сергеевского района Северо-Казахстанской области.
В 1975 году окончил Ставропольское высшее военное авиационное училище летчиков и штурманов ПВО.
С 1975 по 1992 годы — командир авиационного звена, эскадрильи, полка Дальневосточного военного округа.
В 1988 году окончил Военную академию имени М. Зрини Венгерской народной армии.
В 1992—1993 годах — начальник авиации — заместитель командующего Войсками ПВО.
В течение 1993 года — Первый заместитель командующего Войсками ПВО Республики Казахстан.
В 1993—1998 годах — командующий Войсками ПВО Республики Казахстан.
В мае 1995 года присвоено звание генерал-майора авиации.
С апреля по август 1998 года — первый заместитель начальника Генерального штаба Вооружённых Сил Республики Казахстан.
С августа 1998 по март 2000 года — Командующий Силами воздушной обороны Вооружённых Сил Республики Казахстан.
В августе 2000 года уволен со службы в запас.
С января 2001 по январь 2003 — директор Департамента Гражданской обороны, воинских частей и оперативного реагирования — заместитель Председателя Агентства Республики Казахстан по чрезвычайным ситуациям по военным вопросам.
С января 2003 по 2006 годы — начальник Республиканского кризисного центра Агентства по чрезвычайным ситуациям Республики Казахстан.
С 2006 по 2013 годы — главный специалист Специального конструкторского технологического бюро космической техники акционерного общества "Национальная компания «Казкосмос» Министерства образования и науки Республики Казахстан.
Ушел из жизни 13 января 2020 года

## Награды
- Орден «Данк» (1998)
- Орден «За службу Родине в Вооруженных Силах СССР» 3-й степени
- Медали